# National Board of Review Awards 2022
94th NBR Awards
Melhor Filme:Top Gun: Maverick
O 94º National Board of Review Awards, que homenageia os melhores filmes de 2022, foi anunciado em 8 de dezembro de 2022. A gala será realizada no dia 8 de janeiro de 2023 na Cipriani 42nd Street, em Nova York e será apresentada pelo jornalista e personalidade da televisão, Willie Geist.

## Listas
| Top 10 Filmes | Top 5 Filmes Internacionais                                                                    | Top 5 Documentários | Top 10 Filmes Independentes |
| --- | ---------------------------------------------------------------------------------------------- | --- | --- |
| Top Gun: Maverick - Aftersun - Avatar: The Way of Water - The Banshees of Inisherin - Everything Everywhere All at Once - The Fabelmans - Glass Onion: A Knives Out Mystery - RRR - Till - The Woman King - Women Talking | Close - All Quiet on the Western Front - Argentina, 1985 - Decision to Leave - EO - Saint Omer | "Sr." - All the Beauty and the Bloodshed - All That Breathes - Descendant - Turn Every Page: The Adventures of Robert Caro and Robert Gottlieb - Wildcat | - Armageddon Time - Emily the Criminal - The Eternal Daughter - Funny Pages - The Inspection - Living - A Love Song - Nanny - To Leslie - The Wonder |

## Vencedores em Categorias Individuais

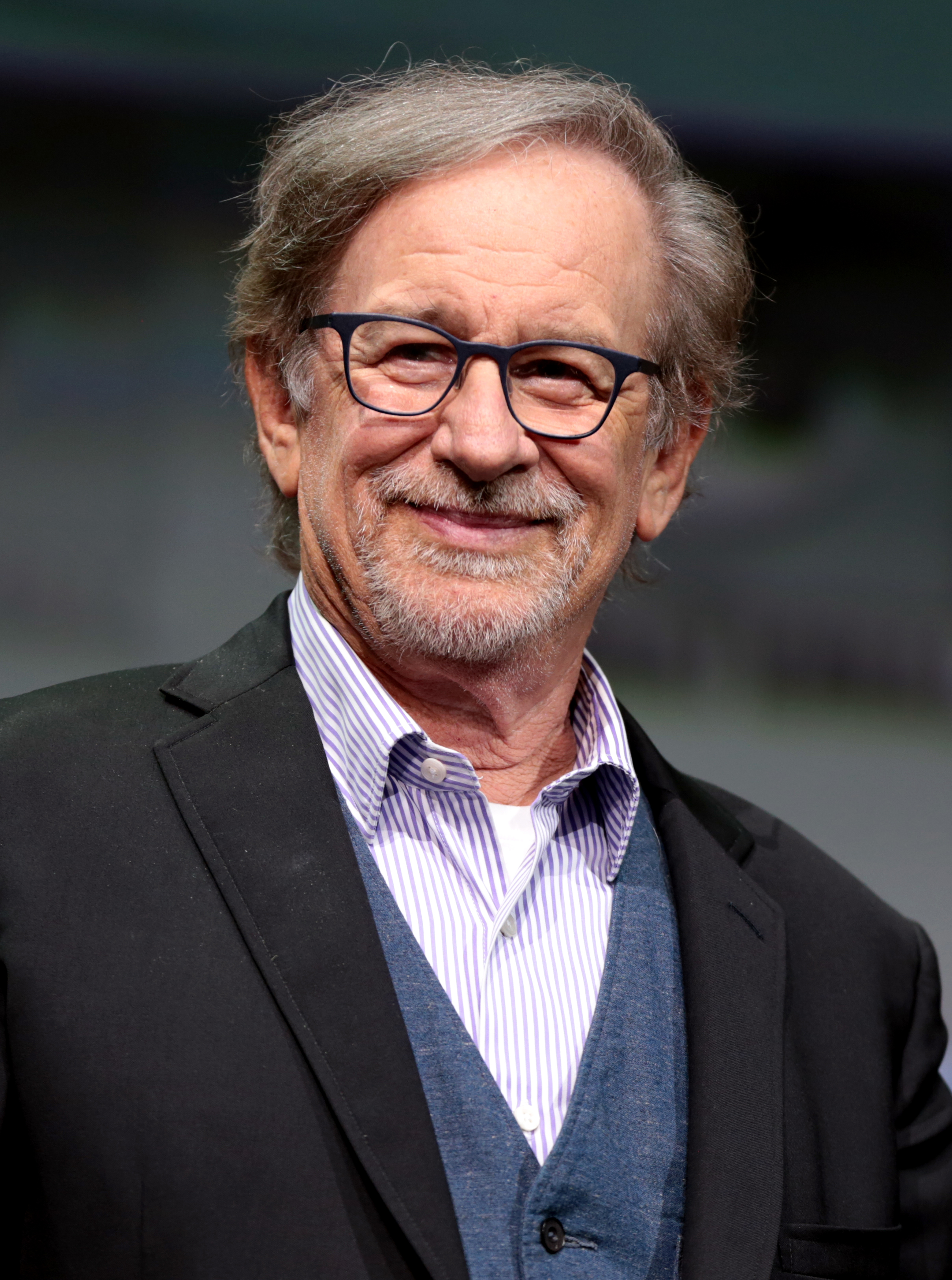
Steven Spielberg, Vencedor de Melhor Diretor

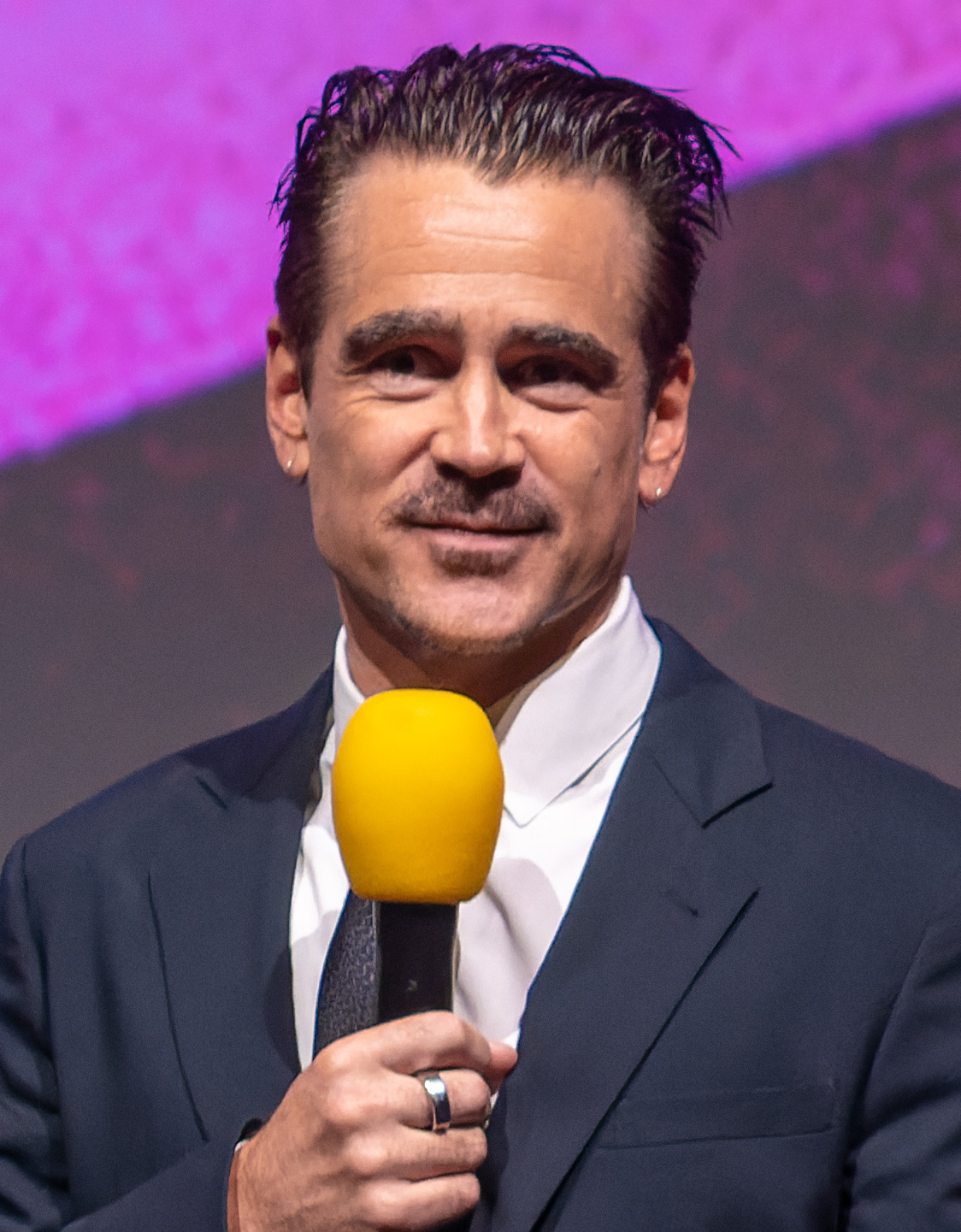
Colin Farrell, Vencedor de Melhor Ator

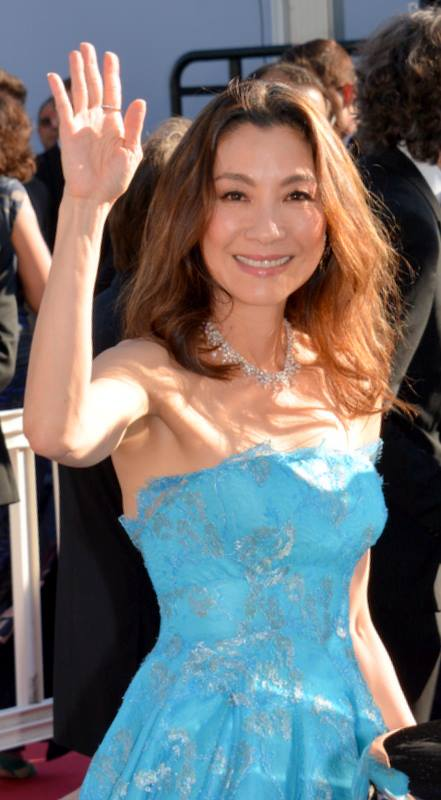
Michelle Yeoh, Vencedora de Melhor Atriz

| Categoria                                              | Vencedor                                                                       |
| ------------------------------------------------------ | ------------------------------------------------------------------------------ |
| Melhor Filme                                           | Top Gun: Maverick                                                              |
| Melhor Diretor                                         | Steven Spielberg – The Fabelmans                                               |
| Melhor Ator                                            | Colin Farrell – The Banshees of Inisherin                                      |
| Melhor Atriz                                           | Michelle Yeoh – Everything Everywhere All at Once                              |
| Melhor Ator Coadjuvante                                | Brendan Gleeson – The Banshees of Inisherin                                    |
| Melhor Atriz Coadjuvante                               | Janelle Monáe – Glass Onion: A Knives Out Mystery                              |
| Melhor Roteiro Original                                | Martin McDonagh – The Banshees of Inisherin                                    |
| Melhor Roteiro Adaptado                                | Edward Berger, Lesley Paterson, e Ian Stokell – All Quiet on the Western Front |
| Melhor Animação                                        | Marcel the Shell with Shoes On                                                 |
| Ator e Atriz Revelação                                 | Danielle Deadwyler – Till Gabriel LaBelle – The Fabelmans                      |
| Melhor Estreia na Direção                              | Charlotte Wells – Aftersun                                                     |
| Melhor Filme Estrangeiro                               | Close, Bélgica                                                                 |
| Melhor Documentário                                    | Sr.                                                                            |
| Melhor Elenco                                          | Women Talking                                                                  |
| Melhor Cinematografia                                  | Claudio Miranda – Top Gun: Maverick                                            |
| NBR Freedom of Expression (NBR Liberdade de Expressão) | All the Beauty and the Bloodshed Argentina, 1985                               |

## Ligações Externas
- «Sítio oficial»